# Utö landskommun
Utö landskommun var en tidigare kommun i Stockholms län.

## Administrativ historik
Den 1 januari 1863, när kommunalförordningarna började tillämpas, skapades över hela riket cirka 2 500 kommuner, varav 89 städer, 8 köpingar och resten landskommuner.
Då inrättades i Utö socken i Sotholms härad i Södermanland denna kommun
1952 genomfördes den första av 1900-talets två genomgripande kommunreformer i Sverige. Då uppgick denna kommun i storkommunen Dalarö landskommun, som 1959 uppgick i Österhaninge landskommun som 1971 uppgick i Haninge kommun.